# جونگ جه اون
جونگ جه اون (کره‌ای: 정재은؛ زادهٔ ۱۲ آوریل ۱۹۶۹) بازیگر اهل کره جنوبی است. او بیشتر به خاطر ایفای نقش در تو کیستی: مدرسه ۲۰۱۵، متاسفم، دوستت دارم و بکشش شناخته می‌شود.

## زندگی شخصی
جونگ جه اون با بازیگر سو هیون چول در سال ۲۰۰۹ ازدواج کرد و آنها یک دختر دارند.

## فیلم‌شناسی

### فیلم
| سال  | عنوان       | نقش    | زبان  | منابع |
| ---- | ----------- | ------ | ----- | ----- |
| ۲۰۰۶ | جاده        | گی اوک | کره‌ای | [ ۶ ] |
| ۲۰۱۱ | خودشان      | هان نا | کره‌ای | [ ۷ ] |
| ۲۰۱۸ | غریبه می‌آید | جی هو  | کره‌ای | [ ۸ ] |

### مجموعه تلویزیونی
| سال  | عنوان                                   | نقش               | منابع  |
| ---- | --------------------------------------- | ----------------- | ------ |
| ۲۰۰۸ | ایلجیما                                 | شیم دوک           | [ ۹ ]  |
| ۲۰۱۲ | درام ویژه فصل ۲: اس‌اواس - نجات مدرسه ما | جونگ می وون       | [ ۱۰ ] |
| ۲۰۱۴ | درام ویژه فصل ۵: دانش آموز دبیرستان ای  | هوانگ سون می      | [ ۱۱ ] |
| ۲۰۱۵ | تو کیستی: مدرسه ۲۰۱۵                    | مادر سو یونگ      | [ ۱۲ ] |
| ۲۰۱۶ | متاسفم، دوستت دارم                      | خانم مین          | [ ۱۳ ] |
| ۲۰۱۷ | ادیسه کره‌ای                             | عمه مادری         | [ ۱۴ ] |
| ۲۰۱۸ | دوست‌داشتنی وحشتناک                      | مادر اول سون      | [ ۱۵ ] |
| ۲۰۱۹ | بکشش                                    | جونگ سو یون       | [ ۱۶ ] |
| ۲۰۲۱ | عروشی اشراف‌زاده ریو                     | بانو شیم          | [ ۱۷ ] |
| ۲۰۲۱ | شادی                                    | مادر یی هیون      | [ ۱۸ ] |
| ۲۰۲۲ | فردا                                    | مادر شوهر کو ریون | [ ۱۹ ] |

## تئاتر
| سال  | عنوان      | عنوان کره‌ای | نقش   | منابع  |
| ---- | ---------- | ----------- | ----- | ------ |
| ۲۰۲۱ | اتاق پرو   | 분장실      |       | [ ۲۰ ] |
| ۲۰۲۲ | رود وینسنت | 빈센트 리버 | آنیتا | [ ۲۱ ] |

## جوایز و نامزدی‌ها
| سال  | مراسم               | دسته                             | نامزد / اثر | نتیجه | منابع  |
| ---- | ------------------- | -------------------------------- | ----------- | ----- | ------ |
| ۲۰۱۷ | جوایز سرگرمی اس‌بی‌اس | جایزه تازه‌کار در دسته‌بندی شو/تاک | همسر سینگل  | برنده | [ ۲۲ ] |